# Dschamsched Karimow
Dschamsched Chilolowitsch Karimow (tadschikisch Ҷамшед Ҳилолович Каримов; * 4. August 1940 in Duschanbe) ist ein parteiloser tadschikischer Politiker. Vom 2. Dezember 1994 bis zum 8. Februar 1996 war er der fünfte Premierminister Tadschikistans. Er ist ein Cousin des ehemaligen usbekischen Präsidenten Islom Karimov.

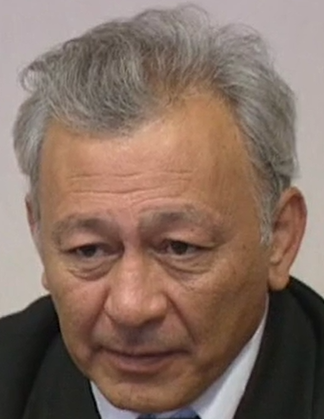
Dschamsched Karimow im Jahr 1995

## Biographie
Im Jahr 1962 absolvierte er sein Studium am Moskauer Technologischen Institut für die Leichtindustrie und 1968 noch einmal am Zentralen Institut für Mathematik und Wirtschaft der Sowjetischen Akademie der Wissenschaften. Er ist Doktor der Wirtschaftswissenschaften. 1968–72 arbeitete er an der Graduiertenschule am Moskauer Zentralen Technologischen Institut für die Leichtindustrie und Wirtschaftswissenschaften, zuvor war er wissenschaftlicher Assistent an der Tadschikischen Nationaluniversität. Er wurde 1994 zum Premierminister ernannt und nach den Parlamentswahlen 1995 in seinem Amt bestätigt.